# Sansa Stark
Sansa Stark est l'un des personnages principaux de la saga Le Trône de fer écrite par George R. R. Martin. Elle est la fille aînée de lord Eddard Stark et de lady Catelyn Tully. C'est une jeune fille rêveuse et naïve, qui aime les joutes, les fêtes et les histoires de preux chevaliers et de princesses. Gracieuse et rêvant de chevalerie et du prince charmant des chansons, Sansa est belle, avec des cheveux auburn, des pommettes racées et des yeux d'un bleu profond, et alors qu'elle grandit acquiert une silhouette haute et élancée. Elle excelle dans de multiples disciplines, telles que coudre, chanter, jouer d'instruments de musiques, et les bonnes manières. Elle s'entend mal avec sa sœur Arya, dont les intérêts sont complètement opposés. Son loup se nomme Lady.

## Histoire

### Dans la série

#### Saison 1
Sansa est la fille aînée du gouverneur du Nord et réside à Winterfell avec sa famille lorsqu'elle apprend que le roi Robert Baratheon est en route pour nommer son père Main du Roi. À l'arrivée de la famille royale, Sansa est promise à Joffrey et se rend donc à Port-Réal avec son père Eddard Stark et sa petite sœur Arya. Elle qui ne rêvait que de preux chevaliers et de damoiselles de haut lignage trouvant le grand amour, mais elle voit ses illusions voler en éclats lorsque, à la mort du roi, son père est arrêté et accusé de haute trahison, sa sœur prend la fuite et le reste de la maisonnée les ayant accompagné à la capitale est massacré. Elle est la seule à être épargnée, utilisée comme bouclier, otage et monnaie d'échange potentielle lorsque parvient à Port Réal la nouvelle que Robb, son frère aîné, a décidé de soulever les armées du Nord en réponse à l'insulte faite au nom de Stark. Le summum de l'horreur est atteint pour Sansa lorsque son père est exécuté sous ses yeux sur ordre de son fiancé Joffrey. 

#### Saison 2
Désormais otage des Lannisters, Sansa subit les brimades quotidiennes de son fiancé devenu roi tyrannique, qui n'hésite pas à la faire battre par sa Garde Royale. Surveillée et humiliée, ses rares instants de paix sont auprès de Tyrion, malgré sa haine pour la famille de ce dernier, et à quelques occasions Peter Baelish. Durant la Bataille de la Néra, au cours de laquelle Stannis tente de s'emparer de Port-Réal, Sansa, Cersei et toutes les autres femmes sont retranchées dans le Donjon Rouge tandis que Tyrion mène les armées avec le Limier et Lancel Lannister. Sansa s'inquiète de la présence d'Ilyn Payne, l'homme qui a tué son père, dans la pièce avec elles, et Cersei lui révèle qu'il est là pour les tuer avant qu'elles ne soient violées par les armées adverses si jamais ces dernières devaient gagner la bataille. 

#### Saison 3
À l'issue de la Bataille de la Néra, les fiancailles de Sansa et Joffrey sont rompues afin de privilégier une alliance matrimoniale avec Margaery Tyrell. C'est un soulagement indicible pour Sansa, qui espère voir sa situation commencer à s'améliorer. Elle sait cependant sa position toujours précaire, et n'hésite ainsi pas à refuser l'offre de Peter Baelish, qui lui suggère de l'aider à fuir Port Réal. Il compte en effet l'emmener avec lui aux Eyriés, où il doit épouser Lysa Arryn, la tante de la jeune fille. 
Parallèlement à tout cela, Sansa fait la connaissance de Margaery et de sa redoutable grand-mère, Olenna Tyrell. Ces dernières questionnent Sansa pour connaître le véritable caractère du roi, et la jeune fille finit par craquer, révélant que Joffrey est un monstre. Les Tyrell entreprennent alors de proposer à Sansa d'épouser Loras, le frère de Margaery, sous couvert de lui offrir une échappatoire. En effet, tout enfant auquel la jeune fille donnerait naissance aurait possiblement un droit d'héritage sur Winterfell, et garantirait donc un contrôle des Terres du Nord, quelque chose auquel les ambitieux Tyrell ne peuvent résister. Le plan tombe à l'eau cependant, lorsque Tywin Lannister, père de la reine Cersei et Main du Roi, est averti de leurs machinations et marie la jeune fille à son propre fils cadet, Tyrion. Ce dernier, outré des agissements de son père et plein de pitié envers Sansa, qui est beaucoup plus jeune que lui et traumatisée, refusera catégoriquement de consommer leur union. 

Lorsque Sansa apprend le sort terrible réservé à son frère aîné Robb et à sa mère Catelyn aux Noces Pourpres, c'est un nouveau coup terrible pour la jeune fille déjà bien éprouvée. 

#### Saison 4
Joffrey est tué à son propre mariage par un empoisonnement, tout le monde croit que c'est Tyrion mais c'est Olenna Tyrell qui a organisé le meurtre avec Petyr Baelish et puisque Sansa est la femme de Tyrion, Baelish sait qu’elle sera tuée donc il demande à Dontos Hollard de la faire évader. Lorsqu'ils s'enfuient de Port Réal, le bouffon est tué par Littlefinger car celui sait qu’il va tout dire à Cersei , Baelish et Sansa sont au Éyriés où Sansa rencontre sa tante Lysa Arryn et son fils Robin Arryn, Lysa est promise à Petyr mais celui-ci a embrassé Sansa et Lysa folle de jalousie s'apprête à pousser la jeune fille par la Porte de Lune mais Littlefinger lui révèle qu'il a toujours aimé Catelyn et la pousse.  Sansa et Petyr doivent passer devant les seigneurs du royaume pour témoigner sa mort.

### Dans les romans
Lorsque son père est nommé Main du Roi de Robert Baratheon, Sansa doit accompagner celui-ci à la capitale du royaume, Port-Réal. Sansa adore la vie à la cour qu'elle idéalise, et elle est probablement la seule Stark heureuse d'aller à Port-Réal. Elle est en même temps promise à Joffrey Baratheon, l'héritier du trône qui correspond tout à fait à son image du prince charmant aux cheveux d'or. Leur relation devient pourtant tendue après une altercation entre Arya et le prince, et le loup-garou de Sansa, Lady est exécuté en lieu et place de la Nymeria d'Arya. Malgré tout, elle reste profondément éprise du prince.
Par la suite, lorsqu'Eddard s'arrange pour permettre à ses filles de s'enfuir vers le Nord, Sansa va voir la reine Cersei, confiante, informant ainsi Cersei du fait qu'Eddard est sur le point de mettre ses filles à l'abri. Eddard est emprisonné, et en dépit des supplications de Sansa et des conseils de Cersei, est exécuté par Joffrey. Devenu roi, il entame un règne de terreur, une partie de ses caprices visant à battre Sansa régulièrement, et celle-ci abandonne vite ses illusions à son sujet. En dépit de tout ce qu'elle peut subir, Sansa demeure courtoise envers tous, y compris Sandor Clegane, le garde du corps de Joffrey, tour à tour brutal et doux avec elle. Il se prend d'affection pour elle, essayant autant que possible de la protéger des colères de Joffrey, et lui sauve plusieurs fois la vie. Lors de la bataille de la Néra, il vient la trouver dans sa chambre et lui propose de l'emmener avec lui alors qu'il part vers le Nord, mais Sansa refuse, effrayée. À la cour, elle apprend à mentir efficacement pour rester en vie.
Les Tyrell conspirent pour la marier à Willos Tyrell afin de la sauver - stratégiquement parlant, Sansa est la clé du Nord en tant qu'unique héritière de son frère Robb Stark, mais ils se font devancer par les Lannister, qui la marient à Tyrion Lannister, dit le Lutin, dans le but de s'approprier Winterfell ; ce mariage ne sera pas consommé, Tyrion refusant d'avoir des relations sexuelles avec une enfant de quatorze ans. Horrifiée par sa laideur et haïssant les Lannister après la mort des siens, Sansa cache tout de même ses sentiments et se réfugie derrière ses politesses.
Sansa est alors contactée par un mystérieux chevalier qui se propose de l'aider à s'évader. Ce dernier s'avère en fait être ser Dontos Hollard, ivrogne notoire destitué de son rang de chevalier et devenu bouffon. Ils se voient régulièrement au bois sacré, et le soir de l'assassinat de Joffrey, auquel Sansa participe involontairement, il profite du chaos général pour la faire embarquer sur un bateau dirigé par Littlefinger, auquel il obéissait en réalité. Littlefinger s'assure de son silence en le tuant et emmène Sansa aux Eyrië, faisant passer la fugitive pour sa fille bâtarde, Alayne Stone. Celle-ci assiste au mariage de Littlefinger avec sa tante Lysa Arryn, à qui est révélée la véritable identité de la soi-disant bâtarde. Dans le jardin des Eyrié, Littlefinger, attiré à la fois par sa beauté et par le fait qu'elle soit la fille de Catelyn, embrasse Sansa. Surprenant cette scène, Lysa, furieuse et ivre, la menace et tente de la tuer, mais Littlefinger intervient, et assassine son épouse en la jetant du haut de la Porte de Lune, faisant accuser un troubadour du meurtre.
Après la mort de Lysa, Alayne devient la maîtresse des Eyrié, démontrant son aptitude à diriger une maisonnée, et apprend de Littlefinger les subtilités du pouvoir. Littlefinger prévoit de la marier à Harrold Hardyng, l'héritier de la maison Arryn et cousin de Robert, et de révéler en même temps sa véritable identité d'héritière de Winterfell, afin que les forces du Val épargnées par la guerre récupèrent son héritage.

## Concept et création
C'est Sophie Turner qui a été choisie pour incarner Sansa Stark dans la série télévisée adaptée des romans. Elle a 13 ans au lieu de 11 au début de la série. Dans la série, elle est mariée à Ramsay Bolton à partir de la saison 5 par Littlefinger.

### Costumes
Les costumes de Sansa, réalisés par la costumière Michele Clapton, évoluent au fur et à mesure de la série, représentant les changements dans la vie de la jeune fille. Au début de la saison 1, elle porte des robes de laine assez simples dans leur coupe, dans des tons de bleu, dont le col présente une rangée de nœuds, comme sur les robes de sa mère et de sa petite sœur. Après son déménagement à Port-Réal, ses tenues évoluent peu à peu, sous l’influence de la mode de la cour, guidée par Cersei Lannister, puis Margaery Tyrell : cela se remarque par l’apparition de broderies (principalement de libellules, de fleurs ou de papillons, représentant la fragilité), et de manches longues et amples comme celles de la reine Cersei, dans un premier temps, puis par les encolures de plus en plus profondes lorsque Margaery devient reine. Les étoffes évoluent aussi vers des tissus plus légers, adaptés au climat du Sud de Westeros. La robe portée pour son mariage avec Tyrion Lannister met en valeur une bande brodée qui s’enroule autour de son corps et symbolise son enfermement par la famille régnante,.